# Карнади
Карнади́ — деревня в Новодеревеньковском районе Орловской области. Входит в состав Суровского сельского поселения с административным центром в деревне Кулеши.

## География
Расположена в восточной части области на левом высоком берегу реки Раковка.

## История
Происхождение названия Карнади (Карнадей, Карандей) скорее всего от фамилии или имени тюркского происхождения. В письменных источниках деревня впервые упоминается в Писцовой книге Новосильского уезда за 1678 год. Карнади относилась к приходу церкви Казанской Божьей матери села Мохового и упомянута в приходских списках 1857 года с числом прихожан 15 чел. военного ведомства и 206 чел. крестьян помещичьих и имела 20 дворов. Историк Барсов Н. П. предполагал, что именно здесь мог быть древний город вятичей — Коръдно. Но археологические раскопки Т. Н. Никольской не дали никаких результатов. Возможно это просто ошибка палеографии.

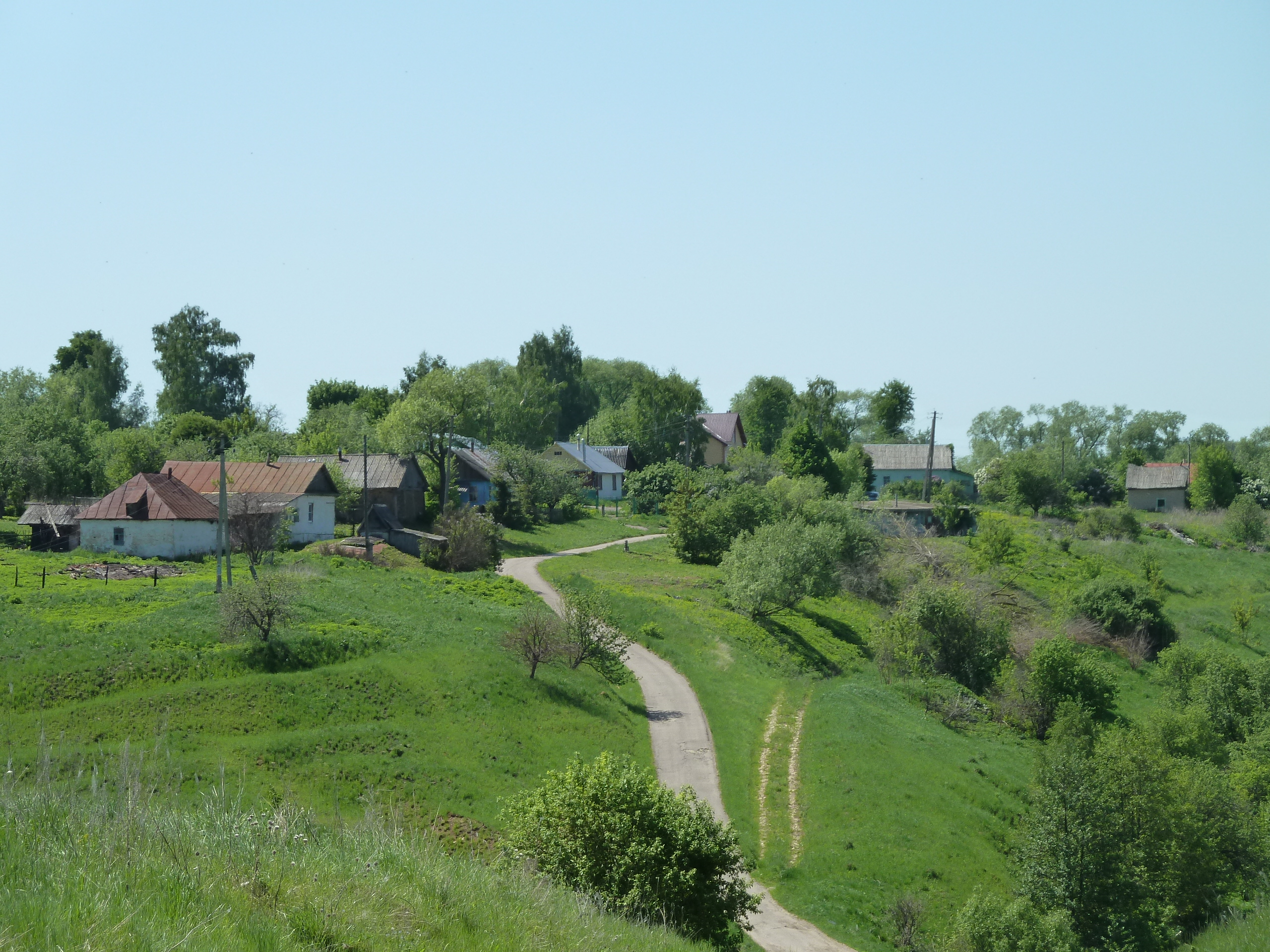
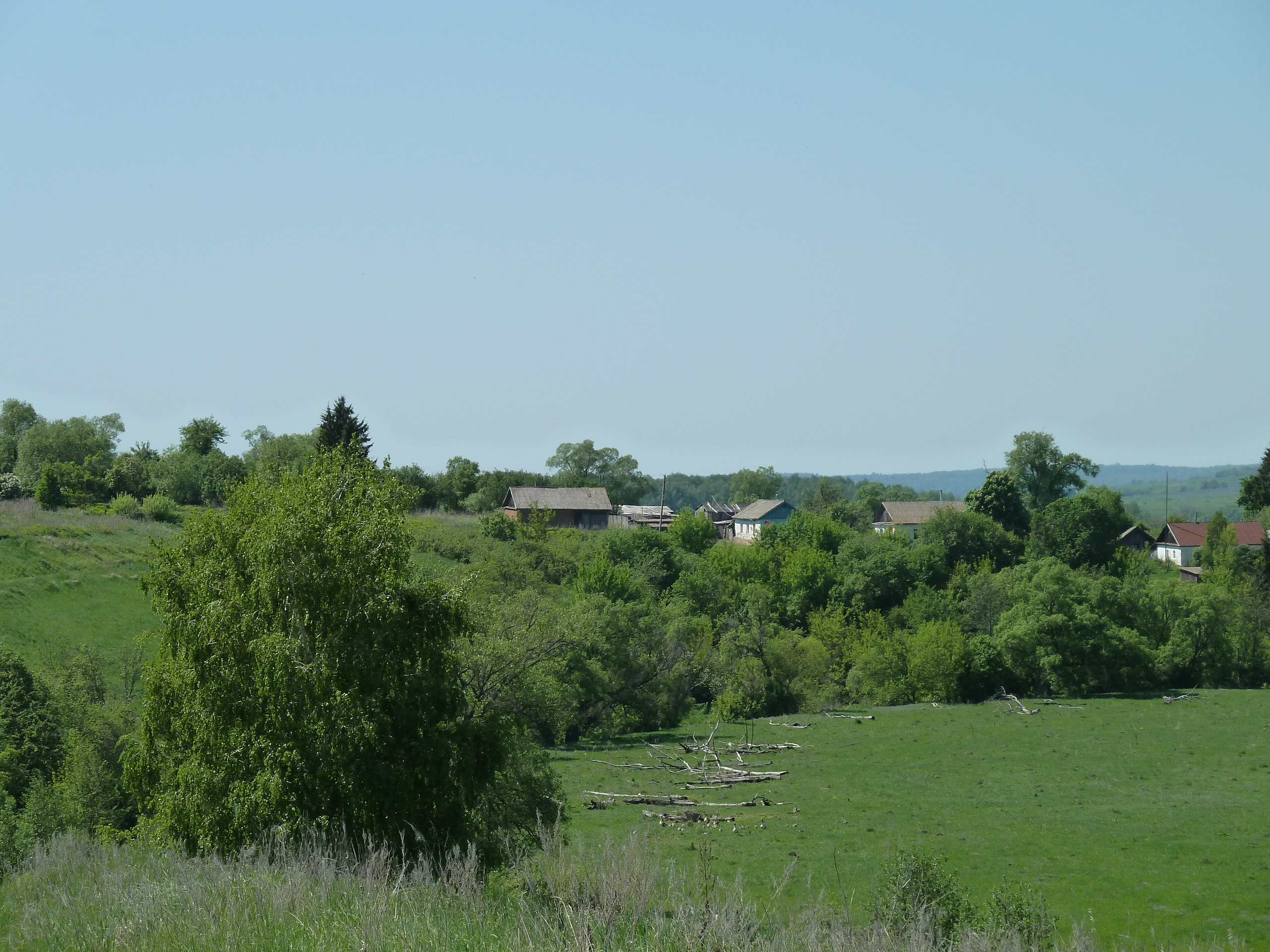
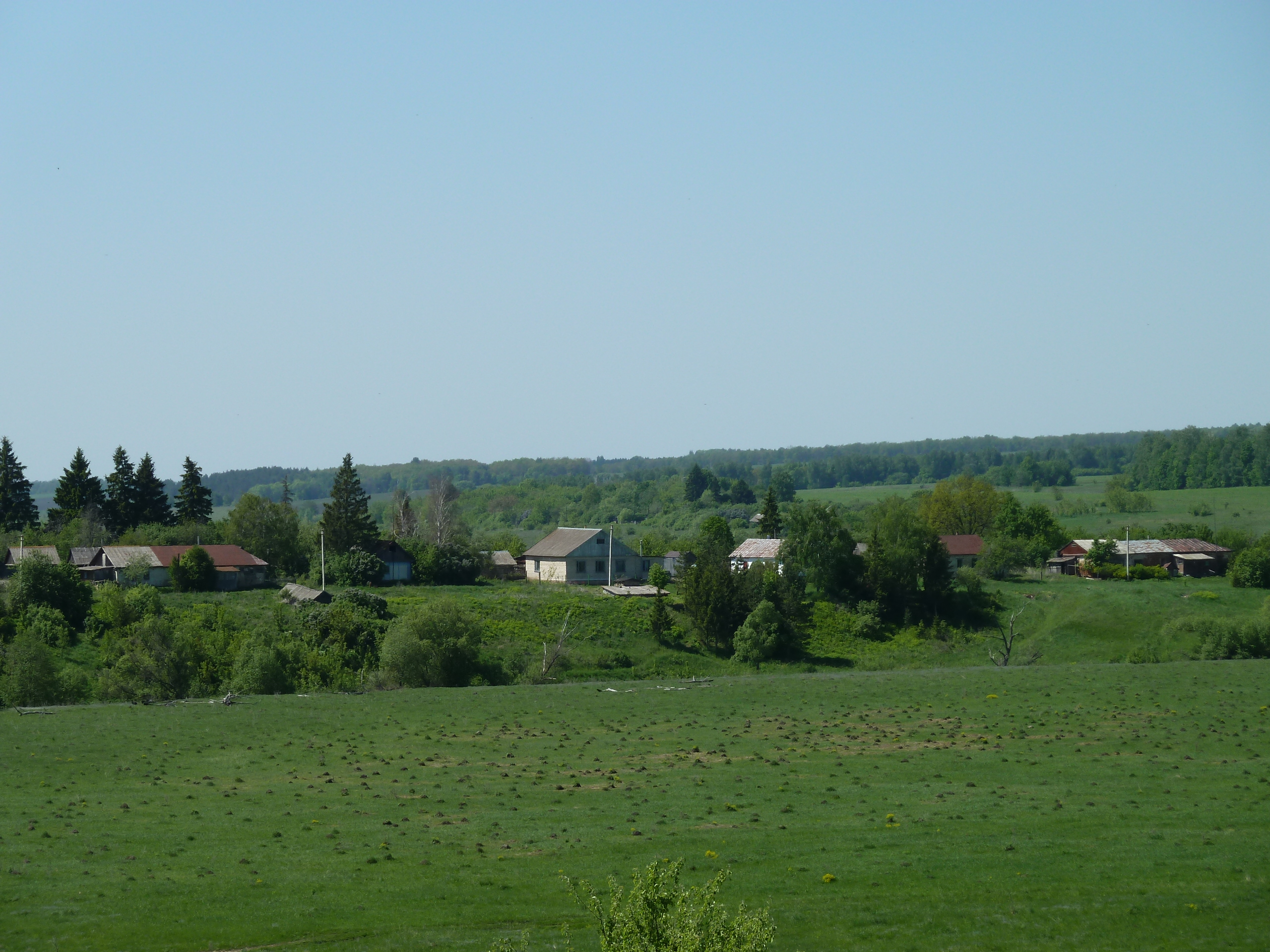

## Население
| 1857 | 1859 | 1915 | 2002 | 2010 |
| ---- | ---- | ---- | ---- | ---- |
| 221  | ↘215 | ↗300 | ↘104 | ↘79  |